# Gassanguel
Gassanguel est un village du Cameroun situé dans la région de l'Adamaoua et le département du Faro-et-Déo. Il fait partie de la commune de Tignère.

## Population
En 1971, Gassanguel comptait 133 habitants, principalement Foulbe.
Lors du recensement de 2005, 1 331 personnes y ont été dénombrées.